# Manuel Goded Llopis
Manuel Goded Llopis (1882. október 15. – 1936. augusztus 12.) spanyol tábornok, a spanyol polgárháborúhoz vezető 1936-os puccskísérlet egyik kulcsfigurája volt. Csapataival Katalónia fővárosát, Barcelonát kellett volna biztosítania, azonban a felfegyverzett anarchisták megakadályozták ebben. Fogságba esett, hadbíróság elé állították és kivégezték.

## Élete
San Juanban, Puerto Rico spanyol gyarmat fővárosában született. Itt végezte el általános- és középiskolai tanulmányait. Amikor a sziget az Amerikai Egyesült Államokhoz került a spanyol–amerikai háború eredményeképp, családjával együtt Spanyolországba költözött, ahol felvételt nyert a Gyalogsági Akadémiára. Az Akadémia elvégzése után különböző helyeken szolgált, és 1907-ben, 25 éves korára százados lett. Részt vett a Spanyol Marokkó területén vívott Rif háborúban, az Alhucemas-öbölben végrehajtott partraszállásban, 1925-ben. Dandártábornokká léptették elő, és hamarosan az Afrikai Hadsereg vezérkari főnökévé nevezték ki.
Kezdetben támogatta Miguel Primo de Rivera 1923-ban létrehozott diktatúráját, de később a kormányzattal szemben megfogalmazott kritikája miatt eltávolították a posztjáról. Az 1936-os választáson aratott Népfront győzelem után Manuel Azaña a Központi Hadsereg vezérkari főnökévé nevezte ki. Miután összetűzésbe került a kormánnyal, egy jelentéktelen indokkal a Baleár-szigetekre helyezték át, azonban ez nem befolyásolta a szerepét az összeesküvésben. A terv szerint a 12 000 fős helyőrség segítségével kellett volna ellenőrzése alá vonnia Barcelonát.
Bár a puccsban részt vevő tábornokok biztosra vették a sikert a városban, az anarchisták egy éjszakával az események előtt barikádokat emeltek, és fegyvereket szereztek. Másnap a hadsereg katonáit utcai harcokban verték szét. Bár 11 óra körül megérkezett Goded, és őrizetbe vette Llano de la Encomienda köztársaságpárti tábornokot, ez az eseményekre nem volt hatással. Miután néhány ágyúval figyelmeztető lövéseket adtak le a parancsnokságra, megadta magát az anarchistáknak. Caridad Mercader mentette meg az azonnali haláltól, így Lluís Companys katalán elnök elé vitték. Rádióbeszédet mondott, amiben feloldozta a katonákat a neki való engedelmesség alól. Augusztusban hadbíróság elé állították, golyó általi halálra ítélték, majd augusztus 12-én kivégezték.

## Fordítás
Ez a szócikk részben vagy egészben  a   Manuel Goded Llopis című angol Wikipédia-szócikk ezen változatának fordításán alapul.  Az eredeti cikk szerkesztőit annak laptörténete sorolja fel. Ez a jelzés csupán a megfogalmazás eredetét és a szerzői jogokat jelzi, nem szolgál a cikkben szereplő információk forrásmegjelöléseként.